# Hotel de l’Europe (Salzburg)

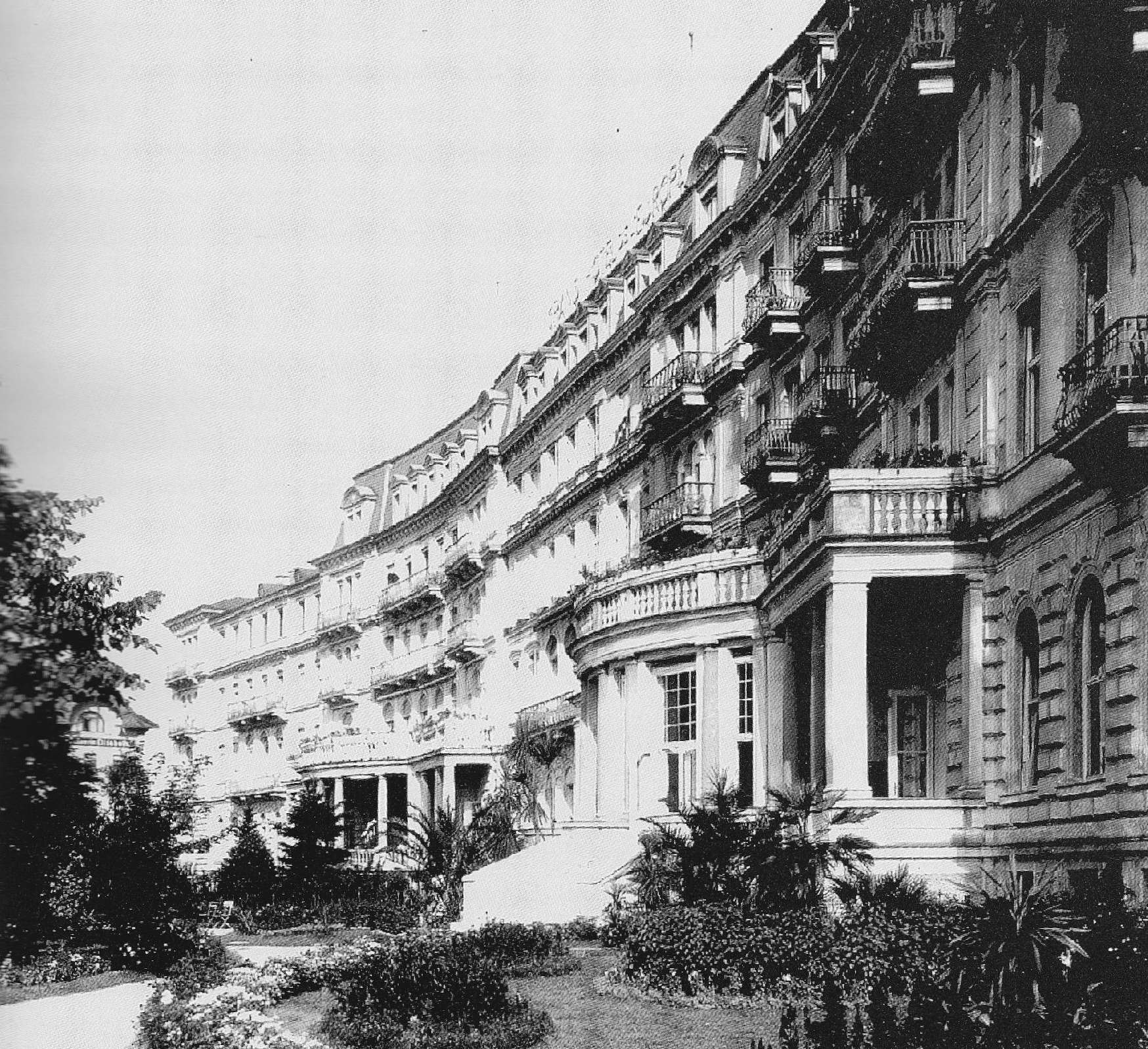
Stadtseitige Fassade des Hotels de l’Europe, wie sie sich zwischen 1908 und 1944 bot

Das Hotel de l’Europe (vom Hotel selbst auch als Grand Hotel de l’Europe bezeichnet, kurzzeitig unter dem Namen Hotel Europäischer Hof bekannt) war ein von 1865 bis 1938 betriebenes Luxushotel in der österreichischen Landeshauptstadt Salzburg. Das prestigeträchtige Haus diente während der Zeit Österreichs im Nationalsozialismus als Unterkunft für die deutsche Wehrmacht. Das Hotel wurde gegen Ende des Zweiten Weltkriegs schwer beschädigt und in der Folge abgerissen. An seiner Stelle in der Elisabeth-Vorstadt schräg gegenüber dem Salzburger Hauptbahnhof steht heute das einfachere Hotel Europa.

## Geschichte
Nachdem im Jahr 1860 die Bahnverbindung Wien–Salzburg–München in Betrieb genommen worden war, erlebte die Stadt Salzburg einen stark einsetzenden Zustrom von Besuchern. Unter anderem war der Bau von mehreren, teils repräsentativen Hotels die Folge, so auch der des Österreichischen Hofs (des heutigen Hotel Sacher Salzburg) und des Grand Hotels de l’Europe.

### Besitzverhältnisse
Der Bau des Hotels wurde gegen Ende 1863 auf Veranlassung des aus Truchtersheim bei Straßburg stammenden Gastronomen Louis Jung (1823–1894) begonnen, der in Salzburg den Gasthof Zu den drei Alliierten in der Getreidegasse gekauft hatte. Er übertrug die Gewerbekonzession auf das 1865 eröffnete Hotel.
Bald nach der Eröffnung verkaufte Jung das Hotel samt umliegendem Grund aus unbekannten Motiven an seinen Bruder Georg Jung (1856–1899), der es selbst aufgrund von Krankheit schon 1875 an seinen gleichnamigen Sohn vermachte. Dieser war mit seiner Cousine, der Tochter von Louis Jung, Mirza Jung, verheiratet. Nach Georg Jungs Tod 1899 übergab die Erbin Mirza das Hotel an ihren Bruder, der ebenfalls den Namen Georg Jung (1866–1934) trug und das Hotel bis zu seinem Tod 1934 besaß. Unter ihm erlebte das Hotel de l’Europe in den 1920er und 1930er Jahren seine Hochblüte.
Der letzte Besitzer des Hotels de l’Europe war der Sohn des 1934 verstorbenen Georg Jung, der Maler Georg Jung (1899–1957). Jung, der sich mehr zur Kunst berufen fühlte denn als Hotelier, musste nach dem Anschluss Österreichs an Nazideutschland unter Druck die Hotelanlage im November 1938 an die deutsche Wehrmacht verkaufen, die daraufhin hier das Generalkommando XVIII und die Wehrkreisverwaltung XVIII unterbrachte. Jung hatte sich zu dem Verkauf unter Preis genötigt gefühlt, da ihn von Generälen der Wehrmacht angedroht wurde, dass der zu jenem Augenblick in Salzburg weilende Heinrich Himmler das Objekt unter noch ungünstigeren Umständen für die SS in Anspruch nehmen würde. („Ich hätte diesen Vertrag niemals unterfertigt, wenn ich nicht in der Zwangslage gewesen wäre, zwischen der Wehrmacht und Himmler zu wählen.“ (Georg Jung, 1949)) Ende 1949 stellte Jung einen Antrag auf Rückstellung, dem am 3. Juli 1950 entsprochen wurde.
Jung, der für die Wiedererlangung der bombengeschädigten Hotelanlage 2 Mio. Schilling zu zahlen hatte, hegte Pläne, den Grund in Teilen zu veräußern. Letztlich verkaufte er das gesamte Areal um 11 Mio. Schilling an die Stadt Salzburg, an eine Wohnbaugenossenschaft und an die Wiener Städtische Versicherung. In der Folge wurde das Hotel de l’Europe abgerissen und das Gelände des Parks zu Wohnbauzwecken umgewidmet.

### Baugeschichte

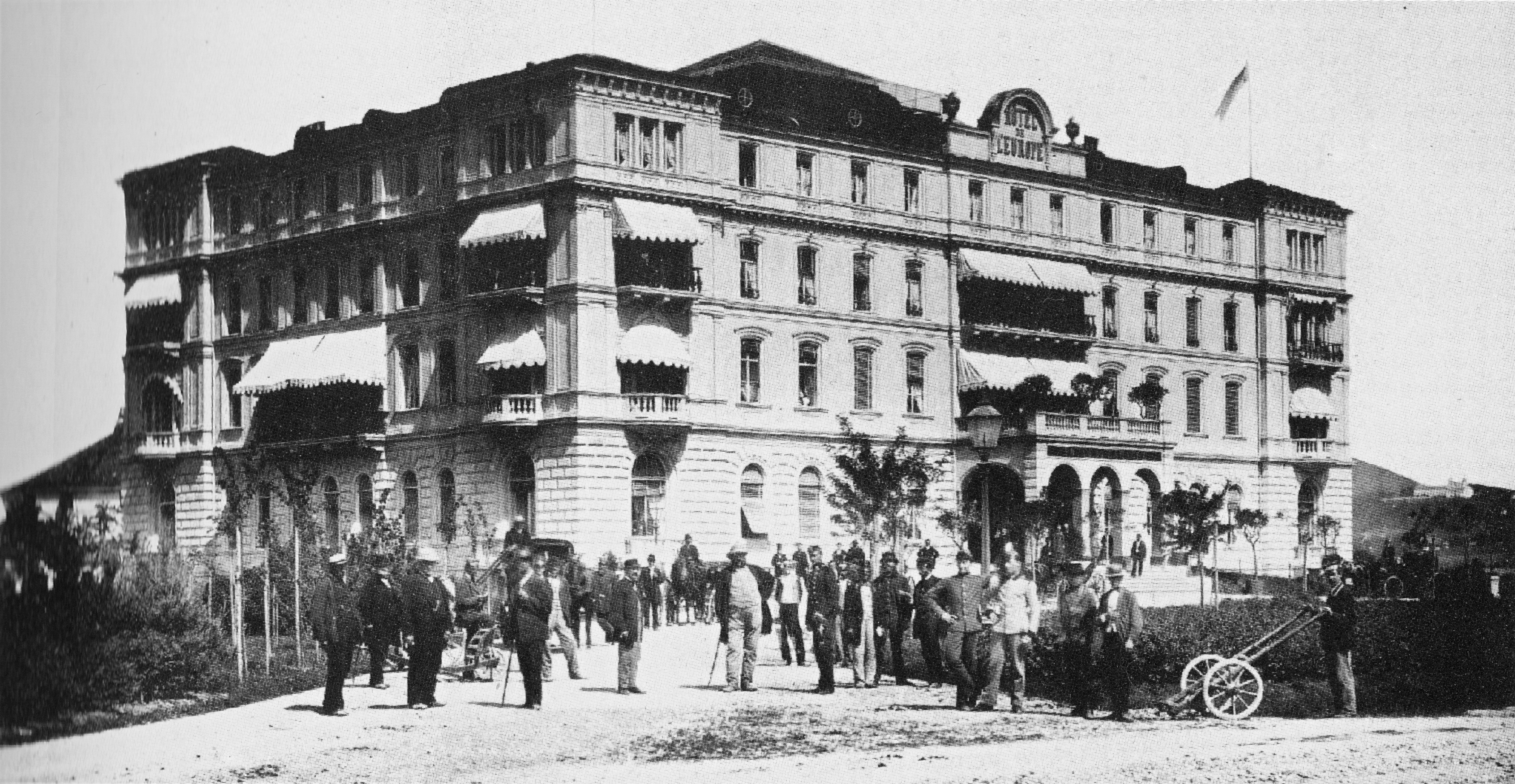
Das Hotel de l’Europe im Jahr 1865

#### Hauptgebäude
Der Grund, auf dem das Hotel de l’Europe errichtet wurde, war durch Kauf in den Besitz des zugewanderten und zum Einwohner Salzburgs gewordenen Gastronomen Louis Jung gekommen. Unklar ist, von wem die Baupläne des Hotels stammen. Auf den Plänen selbst sind die Namen Vinzenz Rauscher und Franz Kriegler verzeichnet. Letzterer war ein Architekt, der bei der Errichtung der Kaiserin-Elisabeth-Bahn, der heutigen Westbahn, wesentlich beteiligt gewesen war und später auch beim Genehmigungsverfahren des Hotels eine Rolle spielte. Verschiedene Quellen nennen auch einen aus Baden-Baden stammenden Architekten namens Lang. Vermutlich handelt es sich um den in Neckargemünd geborenen Heinrich Lang, der die Pläne für drei Hotels in Baden-Baden entworfen hatte. Möglich erscheint auch die – zur damaligen Zeit nicht unübliche – Adaption eines „Musterplans“ von Lang durch die auf den Plänen des Hotels de l’Europe genannten Personen.
Die Bauzeit des Hotels betrug rund eineinhalb Jahre, die Arbeiten wurden von der Firma Valentin Ceconi & Sohn ausgeführt. Eröffnet wurde das Grand Hotel am 1. Juni 1865. Zu diesem Zeitpunkt war das Hotel de l’Europe ein rechteckiger, dreigeschoßiger Bau mit Souterrain im Stil des Historismus. In die Obergeschoße gelangte man über eine zentrale, mit einer gewölbten Glaskonstruktion überdachte, prunkvolle Stiege. Das erste Luxushotel in der Stadt Salzburg galt hinsichtlich der neueren Bauart gleichzeitig als eines der führenden Häuser in Europa.

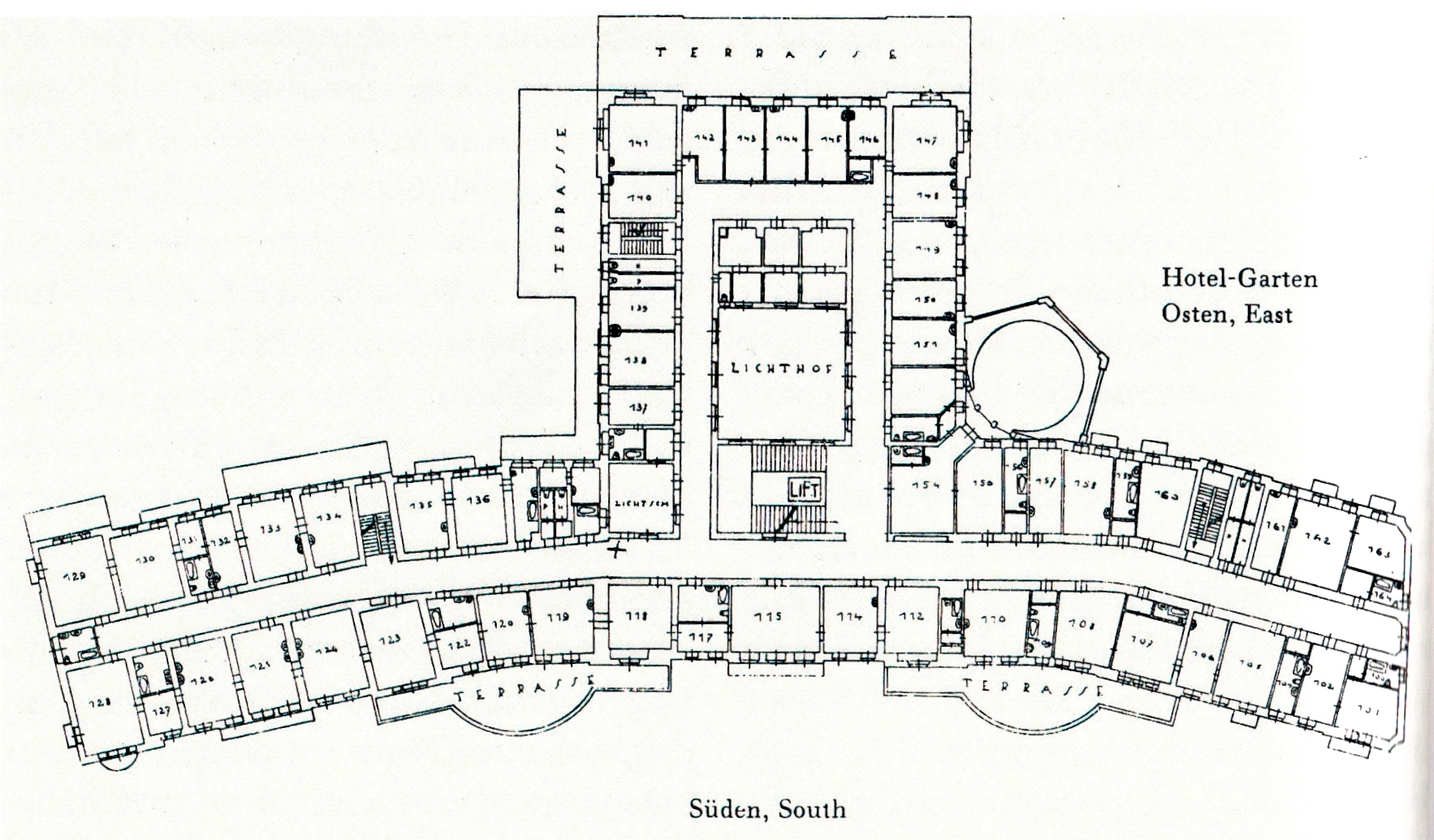
Grundriss des 1. Stocks nach 1908

Eine wesentliche Erweiterung erfuhr das Hotel 1894, als ein von Franz Drobny, einem beim Salzburger Stadtbauamt beschäftigten Bauplaner, entworfener Flügel zugebaut wurde. Ein weiterer Flügel entstand 1907/1908. Beide wurden leicht geschwenkt zur ursprünglichen Fassade angebaut, sodass Richtung Stadt eine bogenförmige Krümmung entstand. Im Zuge des zweiten Anbaus wurde die zentrale Treppe abgerissen und durch einen Lichthof ersetzt. Die Pläne zu dieser Erweiterung stammen vom Architekten Max Fabiani, einem ehemaligen Mitarbeiter von Otto Wagner. Beide Erweiterungen wurden, wie auch einige spätere Arbeiten, von der Firma des Salzburger Architekten und Bauherrn Jakob Ceconi ausgeführt.
In den 1920er Jahren wurden mehrere Modernisierungen vorgenommen. Am 9. Februar 1928 brach ein Feuer aus, das den Dachstuhl, Mansardenzimmer und einen Großteil des dritten Stockwerks vernichtete. Ursache war ein schon Tage zuvor unspezifisch wahrgenommener, aber weiters unbeachtet gebliebener Dippelbaumbrand. Bei den Instandsetzungsarbeiten errichtete man am Dach einen Behälter für 120.000 Liter Nutzwasser, der mittels zweier artesischer Brunnen im Park gefüllt wurde. Zusätzlich wurden festgestellte Brandschutzmängel behoben.
Nachdem 1938 die deutsche Wehrmacht das Grand Hotel übernommen hatte, wurden Adaptierungen vorgenommen. Unter anderem verstärkte man die Dachkonstruktion mittels einer etwa 1 Meter dicken Betondecke, die Bombenangriffe standhalten und der Flak-Abwehr dienen sollte. Der Park an der Eingangsseite Richtung Osten wurde beseitigt, um dort mehrere Zweckgebäude zu errichten.
Gegen Ende des Zweiten Weltkriegs wurde das Hotel de l’Europe am 11. und 17. November 1944 sowie am 5. Februar 1945 durch Bombentreffer schwer beschädigt. Nach Kriegsende wurden die noch bewohnbaren Teile notdürftig adaptiert, um darin volksdeutsche Flüchtlinge unterzubringen.
Einige Zeit herrschte Unklarheit über die Zukunft des Hotels. Der letzte Besitzer Georg Jung überlegte noch 1951 eine Wiederherstellung, wobei die notwendigen Mittel durch Verkauf eines Teils des Grundstücks aufgebracht werden sollten. Nachdem das Parkareal in Bauland umgewidmet worden war, entschied sich Jung letztlich gegen eine Instandsetzung und für den Abbruch des Hotels sowie zum Verkauf des gesamten Geländes. Mit einem Schreiben von 21. April 1952 wurde dem Ansuchen Jungs stattgegeben, das Hotel abzureißen.
In den Folgejahren wurden auf dem Gelände Wohnbauten und nach einigen Kontroversen das bis in die jüngste Zeit diskutierte, wesentlich bescheidenere Hotel Europa errichtet, das am 27. Juli 1957 eröffnet wurde. Der äußerst stadtseitig gelegene Wohnblock weist als architektonischen Nachklang des Hotels de l’Europe eine gekrümmte Fassade auf.
Bei seinen ersten Überlegungen zum Teilverkauf des Grundstücks bestand Georg Jung auf den Erhalt der im Park befindlichen Bäume. Heute stehen noch zwei davon, eine Schwarzkiefer und eine Platane, zwischen Wohnhäusern. Die Platane im Fordhof ist seit 1964 und die Schwarzkiefer im Fordhof seit 1973 als Naturdenkmal in Salzburg geschützt.

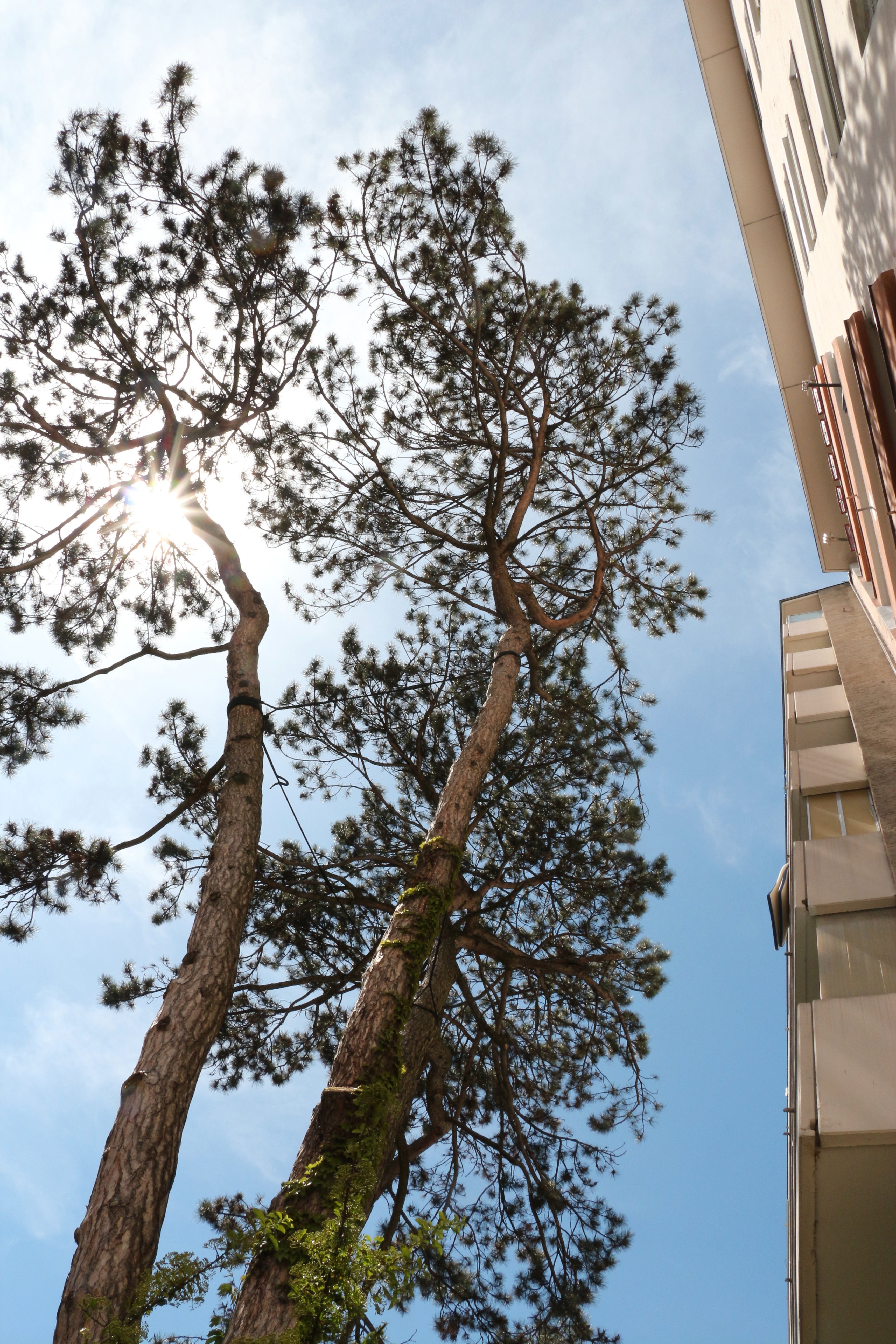
Die vom Hotelpark verbliebene Schwarzkiefer
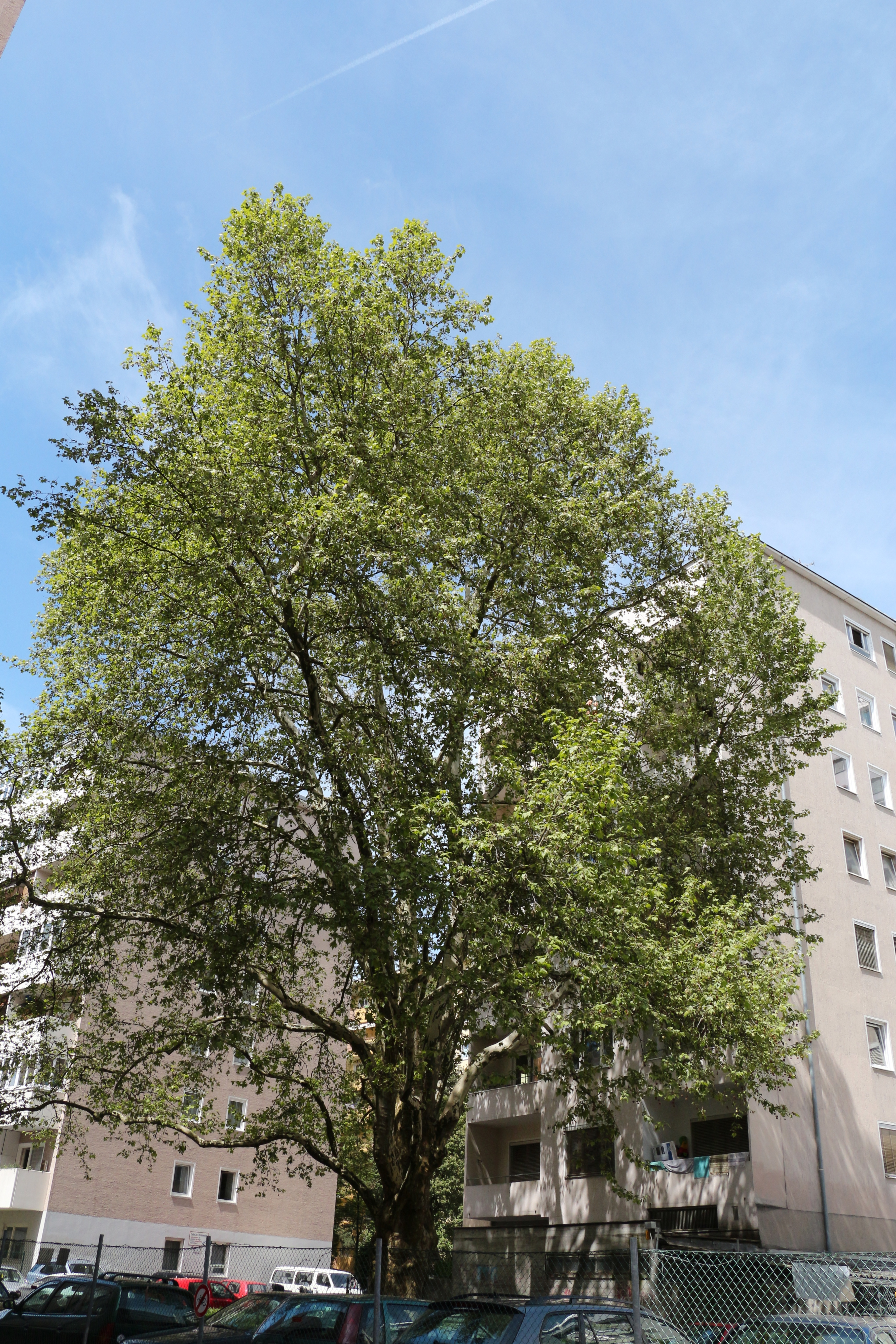
Die vom Hotelpark verbliebene Platane
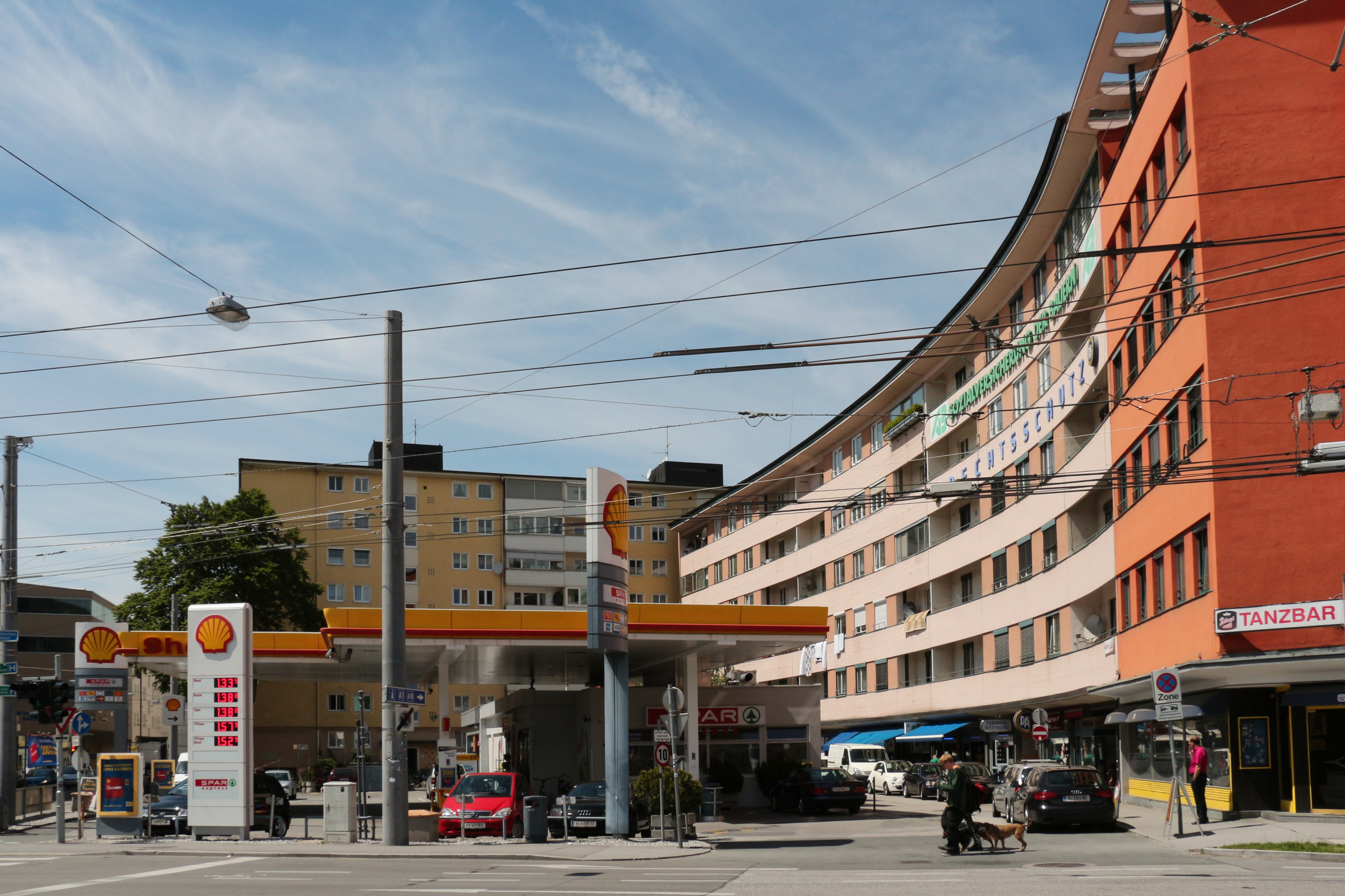
Die gekrümmte Fassade der Wohnhäuser reflektiert diejenige des Hotels

#### Nebengebäude
Zum Hotel gehörte von Beginn an ein elisabethstraßenseitig gelegenes Nebengebäude. Es handelte sich dabei um den früheren Schnedizenihof, den der Hotelgründer Louis Jung erworben hatte und der zu Beginn der 1880er Jahre in eine Pension im Schweizer Stil umgebaut wurde. Danach wurde das Haus als Dependance bezeichnet. Es verfügte über rund 50 Zimmer und war für Gäste vorgesehen, die sich länger im Hotel aufhalten wollten. Zur kulinarischen Versorgung der Gäste wurde von der Hotelküche im Hauptgebäude zur Dependance ein 64 Meter langer und 80 × 50 Zentimeter großer Tunnel errichtet, durch den ein mit einem 1-PS-Motor betriebener Speisewagen geschickt wurde. Die Dependance hatte den Krieg zwar unbeschadet überstanden, musste aber 1962 ebenfalls dem Wohnbau Platz machen.
Weitere Nebengebäude des Grand Hotels dienten wirtschaftlichen Zwecken: eine Gärtnerei, eine Wäscherei, ein Wirtschaftsgebäude sowie anfangs Pferdeställe, die später zu Autogaragen umgebaut wurden. Bei diesen befanden sich auch die Unterkünfte für die Chauffeure. Nach Übernahme des Hotels durch die Wehrmacht kamen eine große Anlage von Holzbaracken und eine separate Betriebsküche samt Speisesälen für das Generalkommando hinzu, die allesamt bei den Bombenangriffen keine Treffer erlitten.

## Lage, Ausstattung und Besucherklientel
Zur Zeit seiner Errichtung stand das Grand Hotel de l’Europe noch außerhalb der Stadtgrenze von Salzburg in dem Ort Froschheim. Dieser hatte bis 1848 zur Gemeinde Itzling und nach dessen Eingemeindung nach Gnigl zu dieser bis 1939 selbständigen Gemeinde und somit zum Salzburger Umland gehört. Das Hotel befand sich schräg gegenüber dem Salzburger Bahnhof (dem jetzigen Hauptbahnhof). Im Gegensatz zu heute galt eine solche Lage an einem großen Bahnhof zu Beginn der Eisenbahnära als bevorzugt. Die prestigeträchtige Lage des Hotels wurde zusätzlich aufgewertet durch seine Situierung inmitten einer 60.000 m² umfassenden Parkanlage, die den heutigen Südtirolerplatz und die Fläche der angrenzenden Wohnbauten einnahm und von den Straßenzügen der heutigen Elisabethstraße im Norden, der Rainerstraße (damals Westbahnstraße) im Süden sowie der jetzigen Saint-Julien-Straße im Westen gegen die Stadt begrenzt wurde. Die Gegend zwischen Hauptbahnhof und der Salzburger Innenstadt war noch weitgehend unverbaut.
Das Hotel de l’Europe war von vornherein für eine gehobene Klientel gedacht. Die hier verkehrenden Angehörigen des Adels, der Hochfinanz und anderes zahlungskräftiges Publikum bestimmten den Ruf und das Flair des Hauses. Zu den Gästen zählten auch hohe Persönlichkeiten aus Politik und Kultur, so etwa der deutsche Kaiser Wilhelm I., der Komponist Richard Strauss und der Schriftsteller Hugo von Hofmannsthal. Von Beginn der Salzburger Festspiele an zählten auch Besucher des Kulturfestivals zu den Gästen. Besonders in den 1930er Jahren war das Hotel zur Festspielzeit vollkommen ausgebucht. Das Engagement des Hotels für dieses Zielpublikum ist erklärlich. Bereits der Hotelgründer Louis Jung hatte sich stets für die Förderung des Tourismus in Salzburg starkgemacht und sich für die Etablierung von Festspielen in der Stadt eingesetzt.
Das Hotel de l’Europe stand als Nobelunterkunft für reiche Gäste aus dem Ausland im Gegensatz zu der Lebenswelt der weniger betuchten Salzburger Bewohner, von denen sich nur wenige das Preisniveau des Hotels leisten konnten. Eine Preisliste von 1928 lässt erkennen, dass das Hotel die mit Abstand höchsten Preise der Stadt hatte. Außerdem stand „die Distanz des Gebäudes zur Stadt … stellvertretend für die Distanz der Hotelgäste zu den Bürgern dieser Stadt“. Als Symbol für Reichtum war das Grand Hotel in der Zeit der Hungersnot unmittelbar nach dem Ersten Weltkrieg Ziel eines Angriffs. Am 19. September 1918 wurde das Gebäude im Rahmen einer Hungerdemonstration von Demonstranten überfallen und der volle Lebensmittelkeller geplündert. Teile der Einrichtung und des kostbaren Inventars (Tafelsilber, Perserteppiche und Ähnliches) wurden geraubt oder zerstört sowie Schweine, Hühner und Enten aus der hauseigenen Tierhaltung getötet. Der Schaden betrug rund 500.000 Kronen.
Der Klientel des Hauses gemäß war die Ausstattung des Hotels de l’Europe sehr luxuriös und bot jeglichen technischen Komfort der Zeit. Jedes Zimmer besaß zu Beginn einen Telegrafen, auf jedem Korridor gab es ein Sprachrohr. Im Rahmen der zweiten Erweiterung 1907/1908 wurde eine Zentralheizung eingebaut, und in den 1920er Jahren hatten die meisten der 250 Zimmer fließendes Wasser und einen Telefonanschluss, der auch Fernverbindungen erlaubte. Schon 1886 war elektrisches Licht installiert und ein hydraulischer Lift eingebaut worden, der für 800 kg oder 10 Personen zugelassen und mit einem Läutwerk versehen war, das ein eventuelles Offenstehen einer Tür anzeigte.
Ausgestattet war das Hotel neben dem Speisesaal und mehreren Salons des Weiteren mit einem Tanzsaal, einem Lesesaal und einem Billardzimmer. Außerdem gab es eine allgemein bis dahin weitgehend unbekannte Art von Unterhaltungssalons: eine ein modernes Lebensgefühl vermittelnde American Bar mit exklusivem Cocktailangebot, die der letzte Hotelbesitzer und Maler Georg Jung mit Wandillustrationen versah. Im Speisesaal und in der American Bar gab es Live-Musik von einer Wiener Kapelle. In den letzten Jahren seines Bestehens existierte im Hotel ein eigenes Postamt (Salzburg 8) mit Verwendung von Sonderstempeln. Saisonal wurden im Haus auch ein Frisiersalon und eine Filiale der Buchhandlung Höllrigl betrieben. Im Hotelgarten waren ein Tennisplatz und ab den frühen 1930er Jahren ein Gartentheater angelegt.

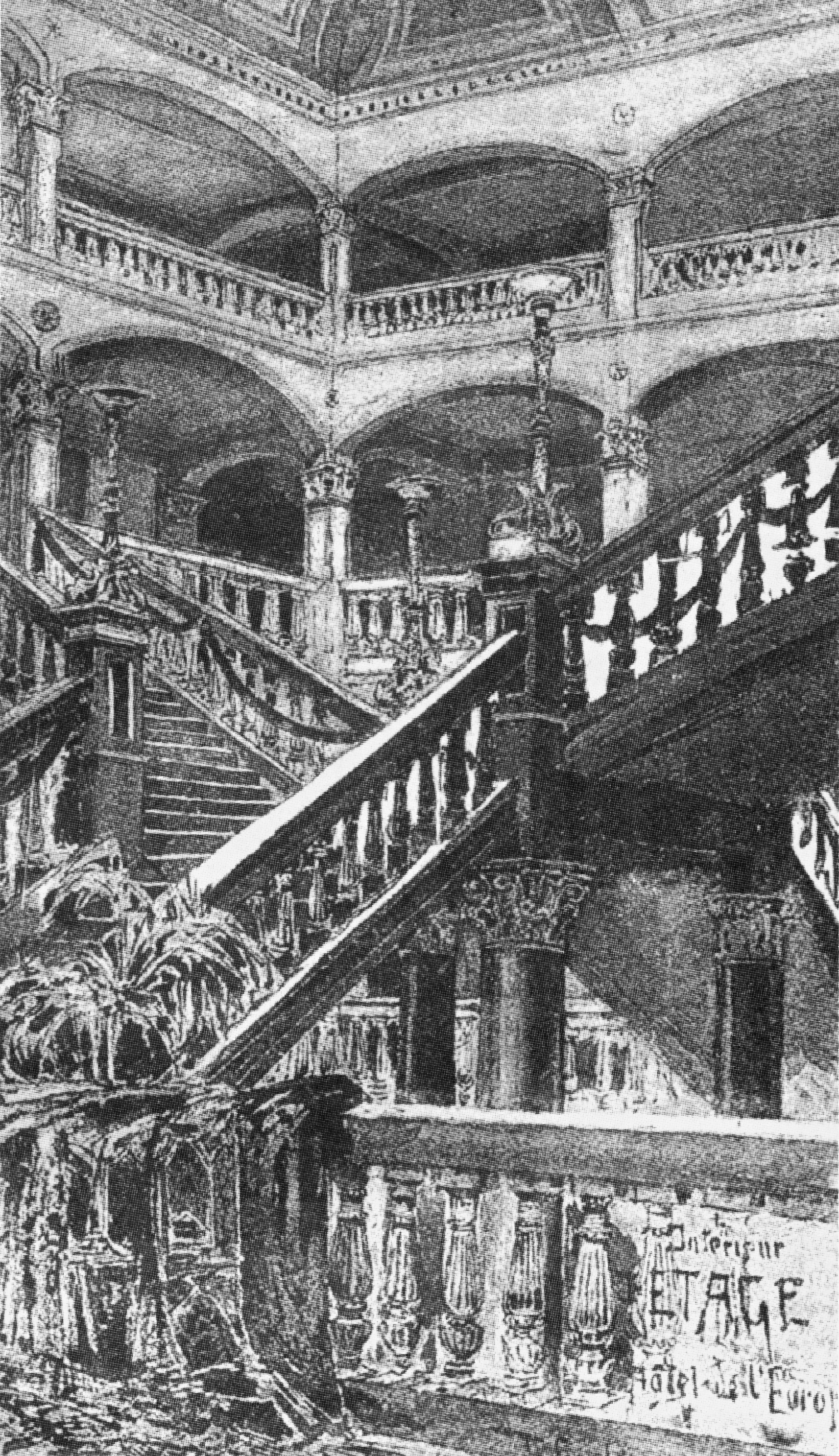
Stiegenhaus, wie es bis 1907 bestand
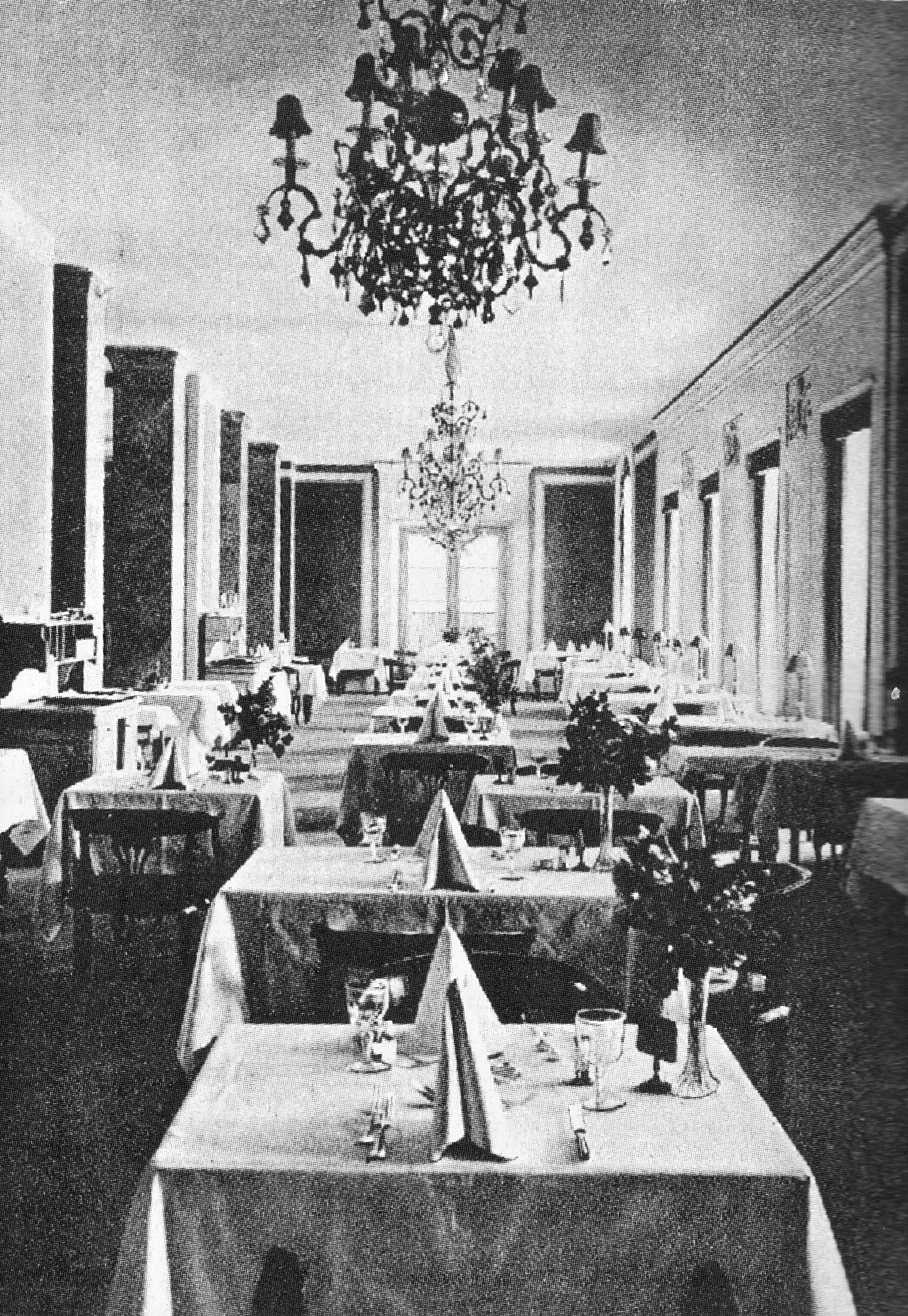
Speisesaal, ca. 1927
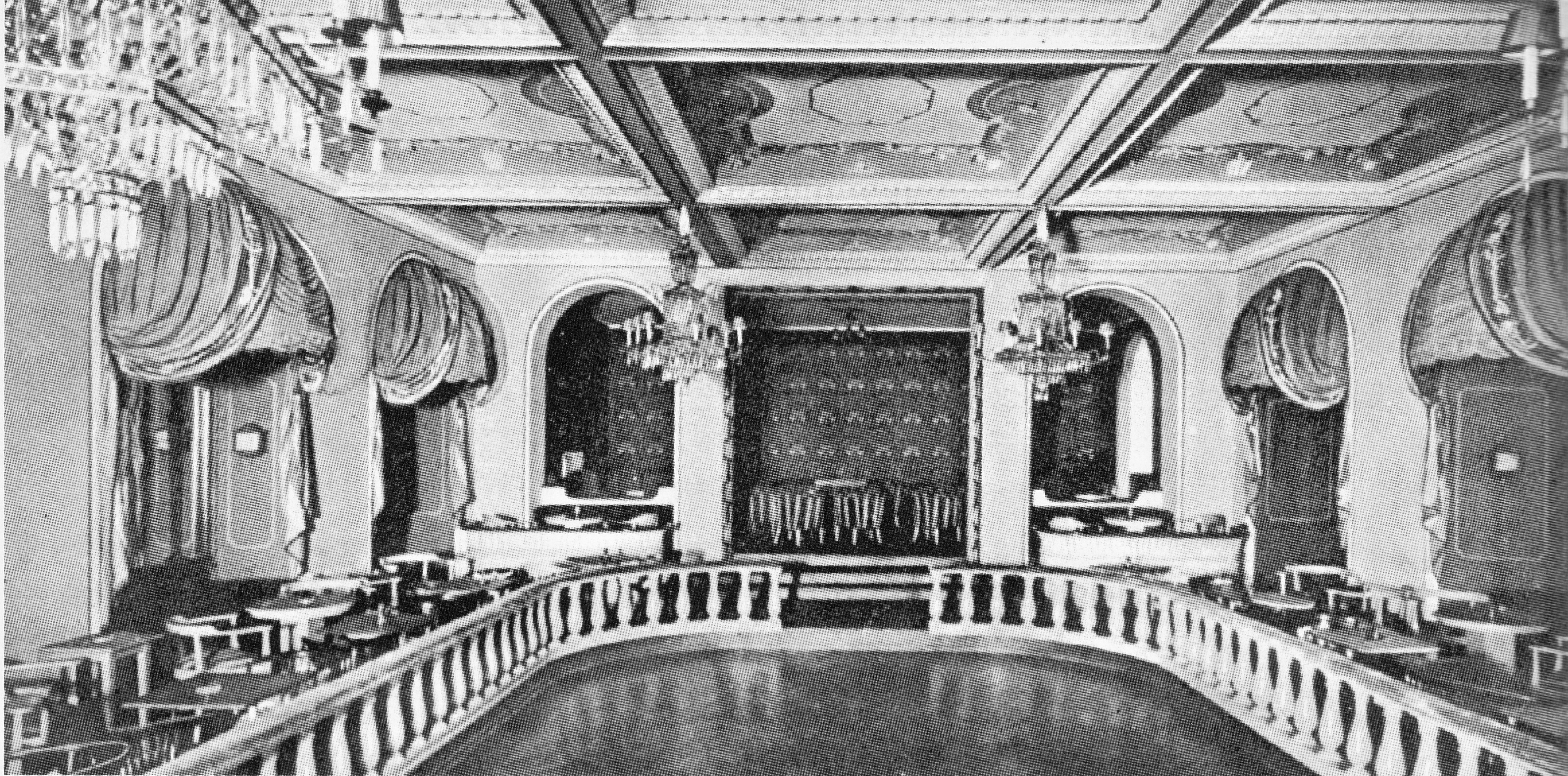
Tanzsaal, ca. 1927

## Elisabeth-Denkmal

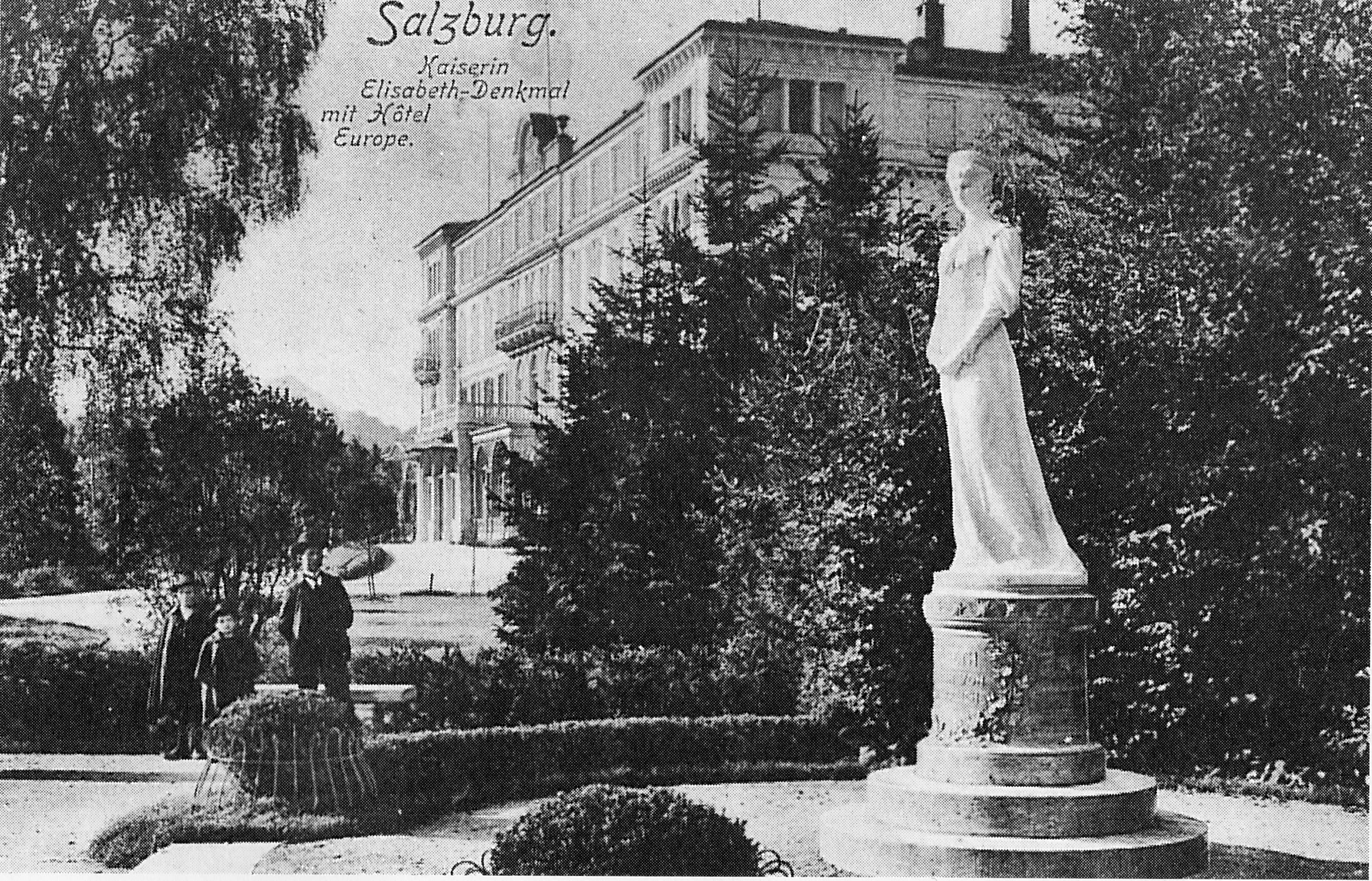
Die Elisabeth-Statue im Park des Hotel de l’Europe

Ab 1901 stand im Park des Hotels das Elisabeth-Denkmal, das im Beisein von Kaiser Franz Joseph am 15. Juli des Jahres enthüllt wurde. Genau drei Jahre zuvor hatte an dieser Stelle Kaiserin Elisabeth („Sisi“, Gemahlin von Franz Joseph I.) letztmals vor ihrer Ermordung in Genf österreichischen Boden betreten. Zu den Feierlichkeiten der Enthüllung wurden in Salzburg Gebäude festlich beleuchtet und das Hotel de l’Europe war mit tausenden von Lichtern geschmückt, die die Form einer Kaiserkrone bildeten.
Nach Untergang der Monarchie wurde das Denkmal 1925 entfernt. Seit 2002 steht es wieder an beinahe derselben Stelle gegenüber dem jetzigen Hotel Europa.